# Interstate 85
Az Interstate 85 (85-ös országos autópálya) autópálya az Amerikai Egyesült Államok délkeleti részén, észak-dél irányban. Hossza 1075 kilométer (668 mérföld). Az  Interstate 65-től indul, Montgomerytől és  Interstate 95-ig, Petersburgig tart. Útvonala során áthalad Alabama, Georgia, Dél-Karolina, Észak-Karolina és Virginia államokon.

## Útvonal
| állam   | mérföld | kilométer |
| ------- | ------- | --------- |
| AL      | 80      | 130       |
| GA      | 180     | 292       |
| SC      | 106,28  | 172       |
| NC      | 233,93  | 377       |
| VA      | 68,64   | 112       |
| Teljes: | 668,75  | 1082      |

### Fontosabb városok

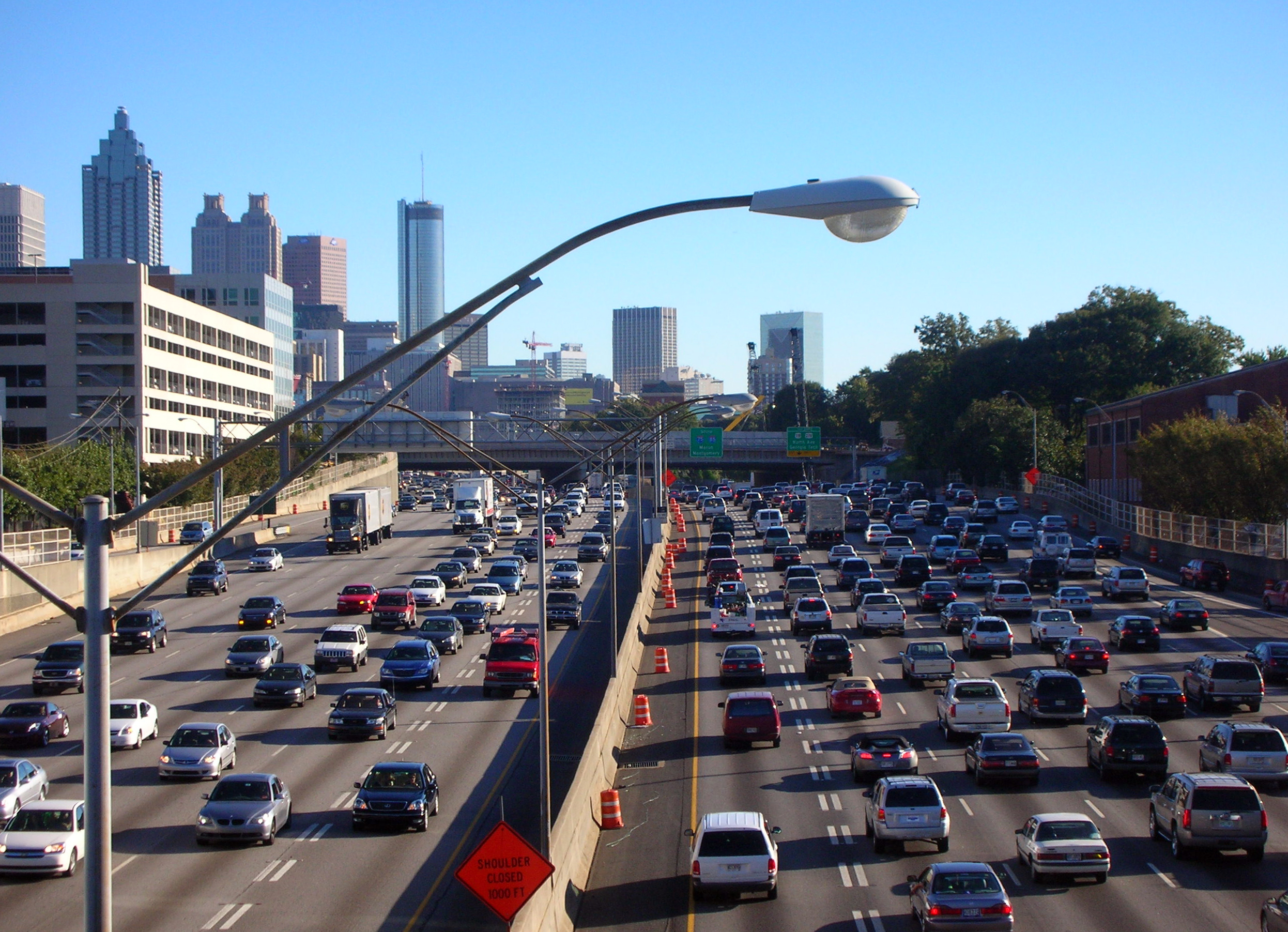
I-75 és I-85 találkozása Atlantánál

- Montgomery (Alabama)
- Auburn (Alabama)
- Atlanta (Georgia)
- Anderson (Dél-Karolina)
- Greenville (Dél-Karolina)
- Spartanburg (Dél-Karolina)
- Gastonia (Észak-Karolina)
- Charlotte (Észak-Karolina)
- Concord (Észak-Karolina)
- Salisbury (Észak-Karolina)
- High Point (Észak-Karolina)
- Greensboro (Észak-Karolina)
- Burlington (Észak-Karolina)
- Durham (Észak-Karolina)
- Petersburg (Virginia)

### Fontosabb kereszteződések más autóutakkal

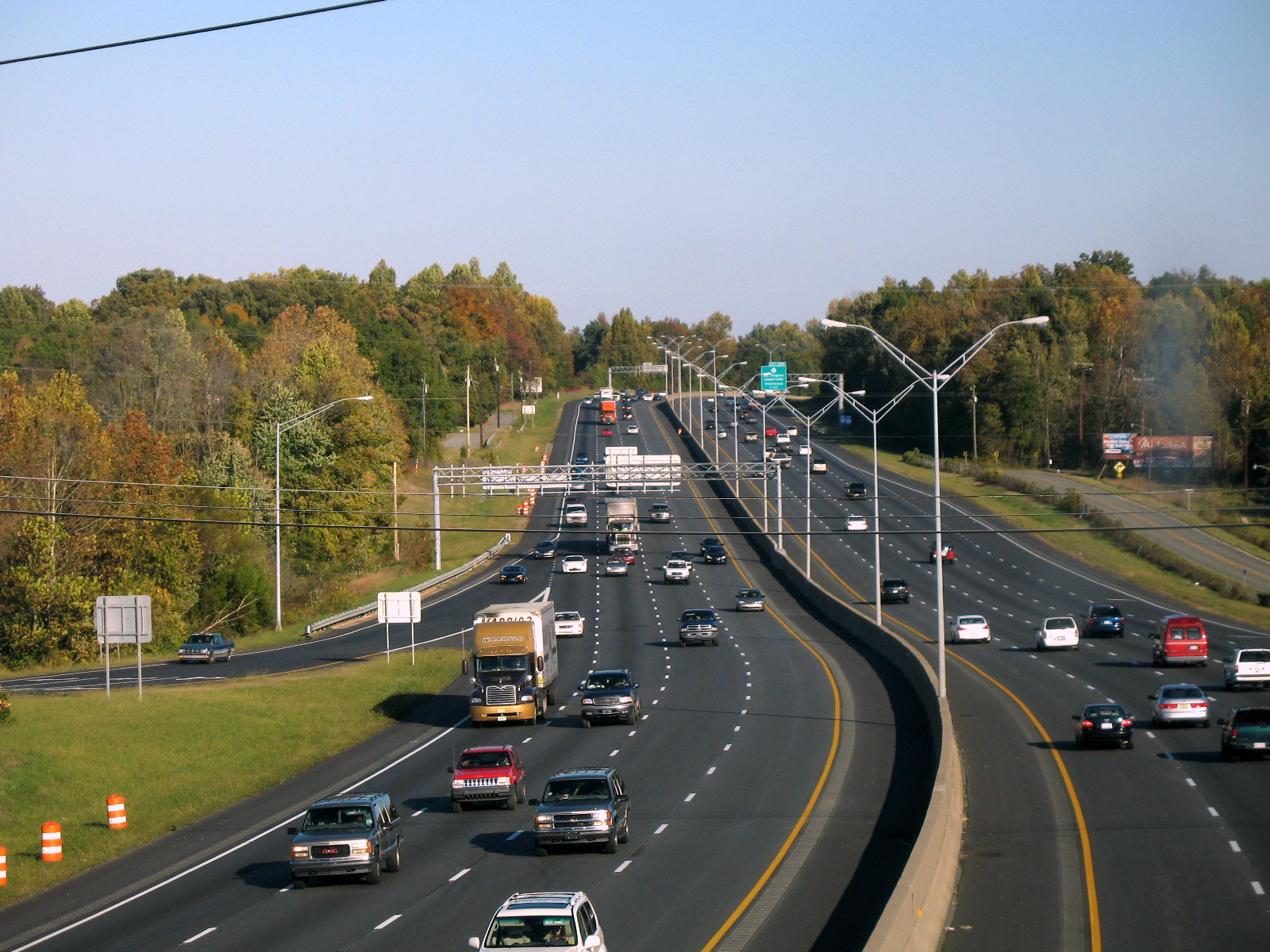
I-40 és I-85 kereszteződése

Montgomery  Interstate 65
 LaGrange  Interstate 185
 Atlanta  Interstate 285
 Atlanta  Interstate 75
 Atlanta  Interstate 20
 Lawrenceville  Interstate 985
 Greenville  Interstate 185
 Greenville  Interstate 385
 Spartanburg  Interstate 26
 Spartanburg  Interstate 585
 Charlotte  Interstate 485
 Charlotte  Interstate 77
 Greensboro  Interstate 40
 Greensboro  Interstate 73 (tervezett)
 Petersburg  Interstate 95

### Bekötő- és elkerülőutak
- Interstate 185 és  Interstate 285, Atlanta
- Interstate 185 és  Interstate 385, Greenville
- Interstate 285, Lexington
- Interstate 485, Charlotte
- Interstate 585, Spartanburg
- Interstate 785, Greensboro
- Interstate 985, Gainesville

## Jövőbeli kilátások
Tervezték, hogy az autópályát nyugati irányban meghosszabbítják Cubánál (Alabama) az Interstate 20-ig. A meghosszabbított autópálya vonalnak a U.S. Highway 80-hoz kell igazodnia.

## Fordítás
- Ez a szócikk részben vagy egészben  az   Interstate 85 című német Wikipédia-szócikk fordításán alapul.  Az eredeti cikk szerkesztőit annak laptörténete sorolja fel. Ez a jelzés csupán a megfogalmazás eredetét és a szerzői jogokat jelzi, nem szolgál a cikkben szereplő információk forrásmegjelöléseként.